# 부산소년원
부산소년원 또는 부산오륜학교(구: 오륜정보산업학교)는 비행청소년의 재교육을 위해 대한민국 법무부 범죄예방정책국 산하에 설치한 기관이다. 부산광역시 금정구 오륜대로126길 62에 있다.
소년원장은 서기관으로 보한다.

## 소속기관
- 부산청소년비행예방센터: 부산광역시 강서구 대저로89길 11
- 부산동부청소년비행예방센터
- 울산청소년비행예방센터
- 창원청소년비행예방센터: 경상남도 창원시 성산구 창이대로663길 7